# القوات الجوية للولايات المتحدة في أوروبا
القوات الجوية للولايات المتحدة في أوروبا - قوات إفريقيا الجوية ( USAFE-AFAFRICA ) هي قيادة الولايات المتحدة الرئيسية للقوات الجوية (MAJCOM) والقيادة المكونة لكل من القيادة الأوروبية للولايات المتحدة (USEUCOM) وقيادة الولايات المتحدة الأمريكية في إفريقيا (USAFRICOM). كجزء من مهمتها، تتولى قيادة القوات الجوية الأمريكية (USAFE-AFAFRICA) قيادة وحدات القوات الجوية الأمريكية التي تعهدت بها لحلف الناتو، مع الحفاظ على أجنحة جاهزة للقتال في مقرها ببريطانيا العظمى إلى تركيا. تقوم بتخطيط وإجراء وضبط وتنسيق ودعم العمليات الجوية والفضائية في أوروبا وأجزاء من آسيا وأفريقيا باستثناء مصر لتحقيق الأهداف الوطنية للولايات المتحدة وحلف الناتو بناءً على مهام القائدين المقاتلين.
لدى القيادة أكثر من 35000 فرد في الخدمة الفعلية وأفراد في الاحتياط الجوي وموظفين مدنيين معينين.

## أصول
في 7 أغسطس 1945، تم إعادة تسمية القوات الجوية الاستراتيجية للولايات المتحدة في أوروبا (USSTAF) لتكون القوات الجوية للولايات المتحدة في أوروبا (USAFE). تم نقل مقرها الرئيسي من سان جرمان أونلاي، فرنسا، إلى محطة ليندسي الجوية، فيسبادن، ألمانيا، في 28 سبتمبر 1945. في غضون 18 شهرًا من يوم VE-Day، غادرت جميع أفراد القوات المسلحة الأمريكية تقريبًا أوروبا باستثناء قوات الاحتلال في ألمانيا والنمسا وعدد صغير من قوات الجيش في تريستا. تم تخفيض القوة الجوية الأمريكية من قوة قوامها 17000 طائرة وحوالي 500000 فرد إلى حوالي 2000 طائرة و 75000 فرد. تم تسريح أو إعادة تكليف القوات الجوية الأمريكية الأربعة أثناء الحرب بين أغسطس وديسمبر 1945. في مارس 1946، تم منح القوات الجوية الأمريكية (USAFE) مركز القيادة الرئيسية (MAJCOM).
كانت إحدى المهام الرئيسية لما بعد الحرب لـها عملية Lusty، حيث كانت الطائرات النفاثة السابقة للوفتفافه، مثل مسرشميت مي 262 وهاينكل هي 162، موجودة في مطارات مختلفة حول ميونيخ وشحنها إلى الولايات المتحدة للتفتيش والتقييم. في قاعدة ليشفيلد الجوية بالقرب من أوغسبورغ، تم اكتشاف أعداد كبيرة من طائرات مسرشميت مي 262 وصواريخ جو - جو قيمة في ألمانيا. يوجد في قاعدة Oberpfaffenhofen الجوية بالقرب من ميونيخ - مصنع دورنير للطائرات السابق، واليوم موطن منشأة أبحاث مركز الطيران والفضاء الألماني في ألمانيا - عثرت USAFE على دورنير دو 335 عالية السرعة. يمكن أن تصل سرعة هذه الطائرة إلى 760كم/ساعة، حوالي 100 كم أبطأ من طائرة مي 262. تم جمع طائرات سلاح الجو الألماني السابقة الأخرى وإرسالها ببساطة إلى أفران الصهر لإعادة تدوير المعادن.

## بداية الحرب الباردة

### حصار برلين

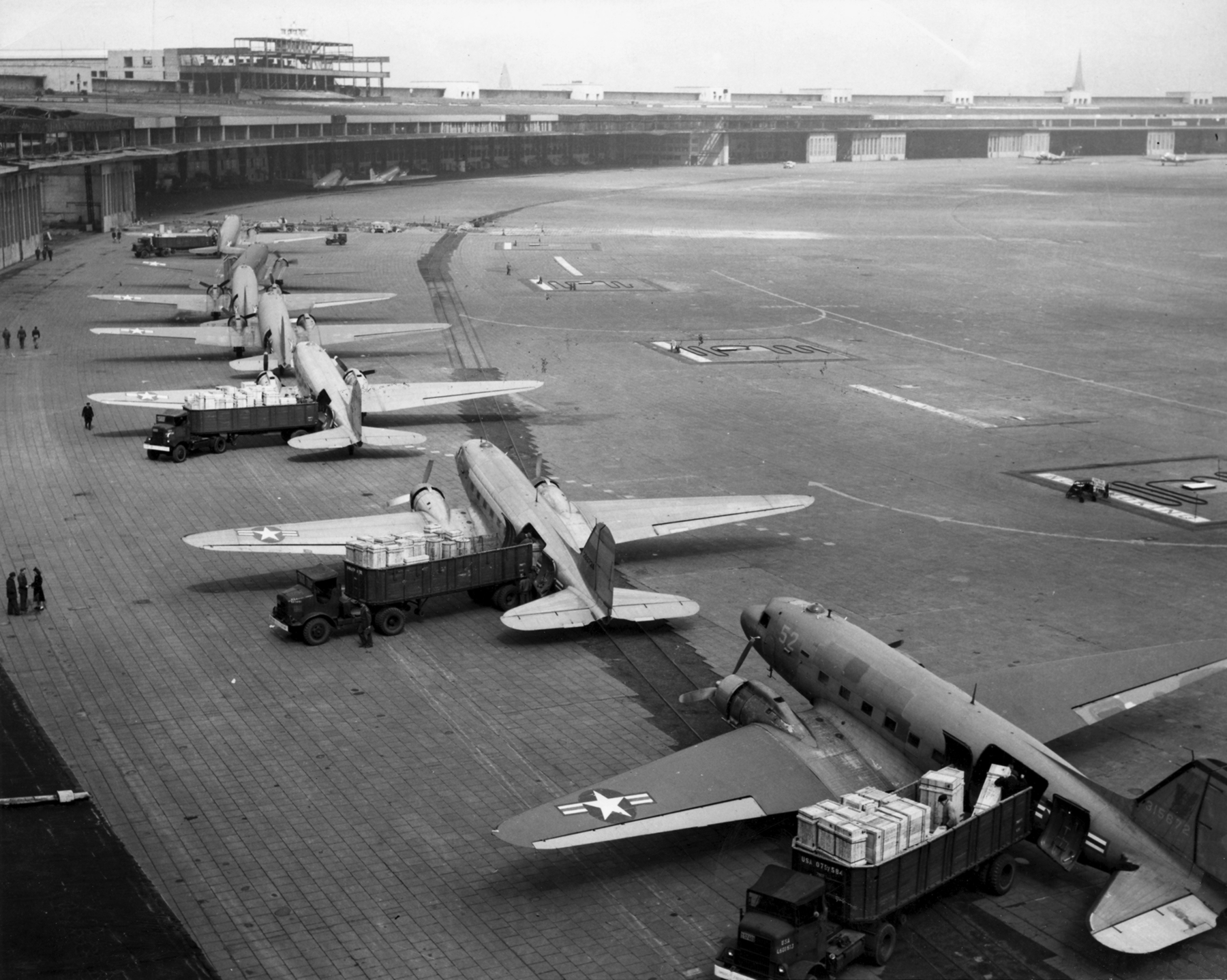
C-47s تفرغ في مطار تمبلهوف خلال حصار برلين.

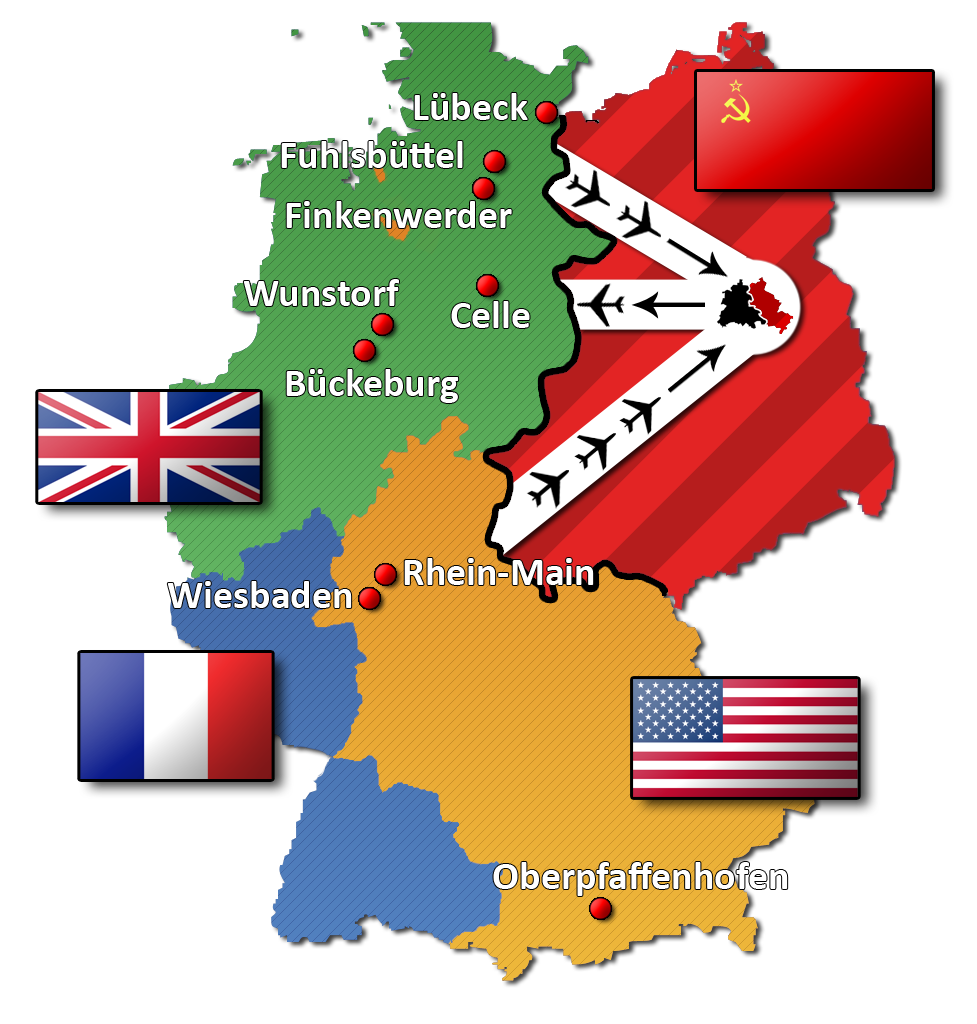
ممرات جوية إلى برلين.

كان حصار برلين أحد الأحداث البارزة في بداية الحرب الباردة. أظهرت الجهود التي استغرقت 464 يومًا لتوفير احتياجات المدينة من خلال الجو فقط تصميم الدول الديمقراطية على معارضة القمع الشيوعي. كان الجهد الإنساني الضخم بمثابة انتصار مبكر للقوات الجوية المتحالفة، ورمز لالتزام الغرب بإعادة بناء الديمقراطية في أوروبا بعد الحرب العالمية الثانية.
في عام 1945، قسم السوفيت والأميركيون والبريطانيون والفرنسيون ألمانيا إلى مناطق احتلال. برلين، رغم أنها كانت في المنطقة السوفيتية، كانت مقسمة بين القوى الأربع. في 18 يونيو 1948، اتفقت القطاعات الغربية الثلاثة على عملة ألمانية مشتركة جديدة، دخلت حيز التنفيذ في 20 يونيو، والتي أنهت استخدام عملة الاحتلال وأدخلت المارك الألماني. اعتبر السوفييت هذه الخطوة خرقًا للاتفاقيات التي تم التوصل إليها في مؤتمر بوتسدام عام 1945، والذي ذكرت أن ألمانيا ستعامل كوحدة اقتصادية واحدة. استجابةً لإجراءات إصلاح العملة من قبل الغرب، في 23 يونيو، قطع السوفييت الطاقة الكهربائية عن جزء كبير من القطاعات الغربية في برلين. في اليوم التالي، 24 يونيو / حزيران، منع الاتحاد السوفيتي الغرب من الوصول إلى الطرق والسكك الحديدية عبر منطقة الاحتلال السوفيتي بألمانيا من القطاعات الثلاثة التي يسيطر عليها الغرب في برلين، بدءً حصار برلين. كما رفض السوفييت الآن الحجج الغربية بشأن حقوقهم في الاحتلال في برلين، والمطالبات القانونية بالاستخدام دون عوائق للطرق السريعة والسكك الحديدية إلى المدينة.

#### تعبئة القوات الجوية الأمريكية

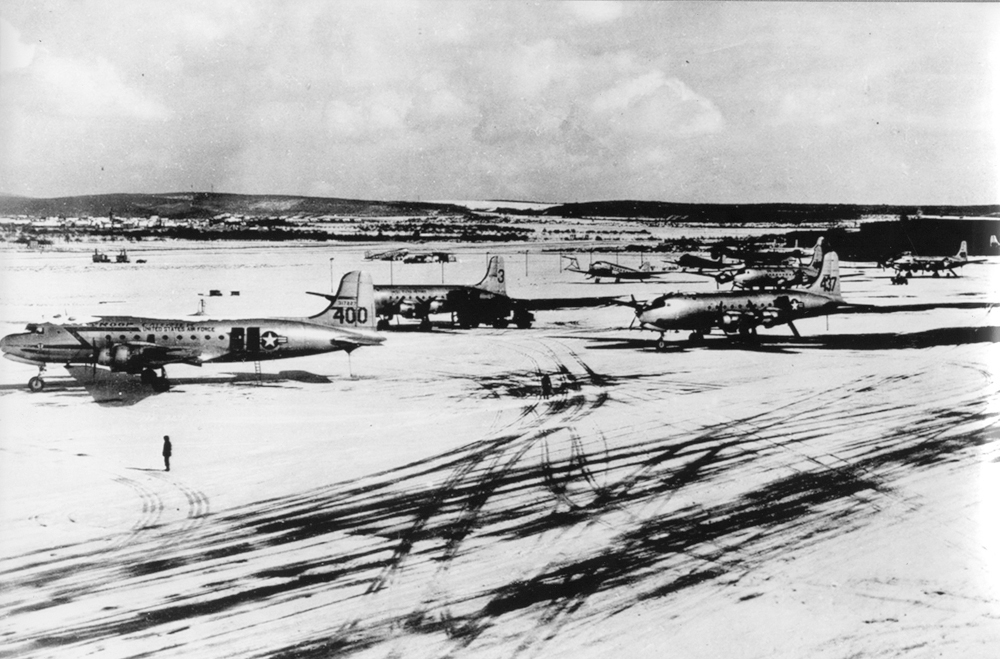
C-54s تبرز ضد الثلج في قاعدة فيسبادن الجوية خلال حصار برلين في شتاء 1948-1949

بعد مناقشة الخيارات العسكرية، أعطيت الأولوية لتزويد برلين جوا، لأن الحصار السوفيتي لم يكن له تأثير يذكر على ممرات برلين الجوية الثلاثة. لم يتدخل الاتحاد السوفياتي في البداية ضد طائرات الشحن التي كانت توصل المواد اللازمة جوا أثناء حصار برلين، لأنهم كانوا مقتنعين بأن تزويد مليوني من سكان برلين جوا كان مهمة مستحيلة. في عام 1948، كانت قوة القوات الجوية الأمريكية محدودة. وتألفت القيادة من 485 طائرة.

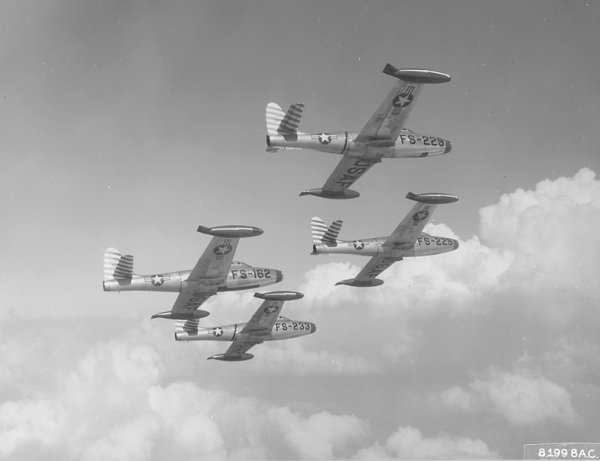
وصول طائرات القوات الجوية الأمريكية من طراز P-84 Thunderjet إلى ألمانيا عام 1947 مع مجموعة المقاتلات الحادية والثلاثين

في صباح يوم 26 يونيو، أي بعد يومين من بدء الحصار، أقلعت أول طائرة من طراز سي-47 محملة بالحليب والدواء من قاعدة فيسبادن الجوية لقاعدة تيمبلهوف الجوية في برلين. تم إجراء ما مجموعه 32 رحلة في ذلك اليوم الأول. ومع ذلك، سيستغرق الأمر مئات المئات من رحلات الشحن يوميًا لتوفير 12000 طن من الغذاء والوقود والملابس والأدوية التي قدر أنها ضرورية لإبقاء مليوني شخص في برلين الغربية. ببساطة، لم يكن هناك ما يكفي من طائرات سي-47، حيث قدرت الحاجة إلى أكثر من 900 طائرة لنقل الكمية اللازمة إلى برلين يوميًا. ومع ذلك، إذا تم استخدام دوغلاس سي-54 سكاي ماستر الأكبر، فيمكن توفير حوالي 180 شحنة لازمة. ومع ذلك، لم يكن هناك الكثير من الطائرات المتاحة. تم طلب خدمة النقل الجوي العسكرية (MATS) لتعبئة جميع طائرات سي-54 و سي-82 المتاحة أينما استطاعوا في العالم لدعم النقل الجوي، وتجديد أكبر عدد ممكن من C-47s في التخزين في Davis-Monthan AFB لواجب النقل الجوي. تم النظر في استخدام C-74 Globemaster أيضًا، حيث إن سعة حمولتها الضخمة ستقلل بشكل كبير عدد الرحلات الجوية والطائرات اللازمة. ومع ذلك، تجاوزت متطلبات الهبوط للطائرة بكثير ما كان متاحًا في برلين، ولم يكن من الآمن الهبوط على الممرات القصيرة.
أعادت القيادة الجوية الإستراتيجية تقييم عمليات نشر طائرة بي-29 بعد اندلاع أزمة برلين. بعد عمليات النشر الأولية في قاعدة غوس باي الجوية في نيوفاوندلاند، والنظر في إقامة قاذفات القنابل في ألمانيا، تقرر إرسالها إلى قواعد سلاح الجو الملكي البريطاني في بريطانيا حيث ستكون أقل عرضة للخطر. تم نشر مجموعتي القصف 28 و307 في المحطة التي تم تفعيلها حديثًا في سلاح الجو الملكي البريطاني مارهام.

##### رد الفعل السوفيتي
بعد بضعة أشهر كان من الواضح للسوفييت أن الأميركيين كانوا ينجحون في تزويد القطاعات الغربية من برلين بأقل قدر ممكن من الإمدادات اللازمة للحفاظ عليها. بدأت هجمات وهمية من قبل مقاتلات القوات الجوية السوفيتية في الممرات الجوية لتخويف الطيارين الأمريكيين تسببت في ارتباك كبير وزادت من خطر الاصطدام الجوي بشكل كبير. كما تم تجميع أكبر عدد ممكن من مقاتلات ياكوفليف ولافوتشكين حول برلين ثم نقلوا بشكل جماعي في اتجاه الغرب عبر الممرات. بالقرب من الحدود الغربية لمنطقة الاحتلال السوفيتي، انطلقوا وطاروا على طول حدود المنطقة إلى الممر التالي حتى يتمكنوا من العودة إلى برلين، مقابل حركة المرور، إلى مطاراتهم حول برلين. أضاءت الكشافات على الطائرات في الممرات ليلا. بحلول ربيع عام 1949، أعلنت القوات الجوية الأمريكية (USAFE) أن هناك حوادث أطلق فيها السوفييت النار على طائرات شحن بالمدفعية المضادة للطائرات، وتم السماح لبالونات الإسعاف بالطفو داخل الممرات.

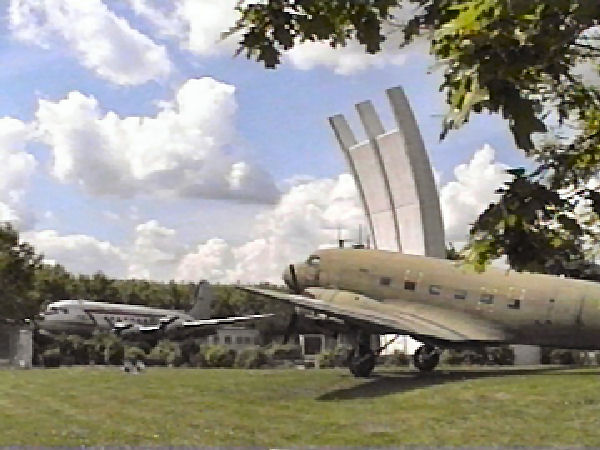
نصب تذكاري في قاعدة راين ماين الجوية السابقة، يظهر فيه C-47 وC-54، تم التقاطهما عام 1975.

جهود المئات من الطيارين وآلاف عديدة من العسكريين والمدنيين الألمان المشاركين في النقل الجوي أبقت على سكان برلين. في يوم واحد، سلمت برلين ما يقرب من 13000 طن من الاحتياطيات بما يقرب من 1400 رحلة. كان تدفق الطائرات كبيراً لدرجة أن طائرة هبطت مرة واحدة في الدقيقة تقريبًا في أحد مطارات برلين الغربية الثلاثة. إن ضجيج المحركات المستمر لطائرة النقل الثقيل لم يكن له تأثير على مواطني برلين فحسب، بل على الاتحاد السوفيتي.
لقد أدرك الاتحاد السوفيتي أن الحصار المفروض على برلين لن يحقق التأثير السياسي المنشود. في 12 مايو 1949، تم رفع الحصار السوفيتي. ومع ذلك، فقد تم تشغيل الجسر الجوي بمستوى منخفض حتى نهاية سبتمبر لضمان توفير إمدادات كافية في برلين في حالة إعادة فرض الحصار.

## الخمسينيات

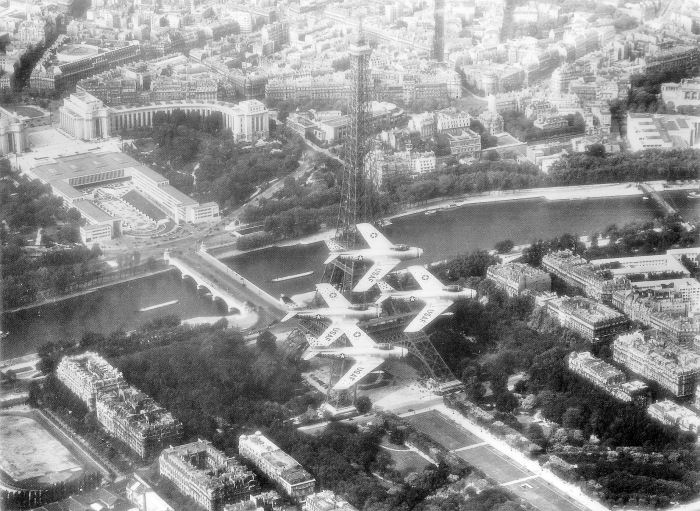
F-86Fs من فريق USAFE 48 Fighter-Bomber Wing "Skyblazers" البهلواني في Chaumont-Semoutiers Air Base في باريس - 1955

حتى مع اندلاع الحرب الكورية في أوائل الخمسينيات، حصلت أوروبا على أولوية أعلى في القوة الجوية من كوريا من قبل إدارة ترومان ووزارة الدفاع. في سبتمبر 1950، دعت اللجنة العسكرية لحلف شمال الأطلسي إلى تعزيز طموح القوات التقليدية للقاء السوفييت، وأكدت لاحقًا هذا الموقف في اجتماع مجلس شمال الأطلسي في فبراير 1952 في لشبونة . حدد هذا الاجتماع هدفًا لنشر 96 فرقة في النهاية في حالة نشوب حرب تقليدية في عام 1954. كجزء من هذا الحشد، كان الغرض من USAFE هو التوسع من 16 جناحًا يصل مجموعها إلى 2100 طائرة، إلى 28 جناحًا، 22 منها في منطقة قوات الحلفاء في وسط أوروبا وحدها، مدعومة بوحدات القيادة الجوية الاستراتيجية المنتشرة والمرسلة من الولايات المتحدة.

## عصر ما بعد الحرب الباردة

### العراق والكويت في التسعينيات
مع بداية عمليات حرب الخليج الثانية في أغسطس 1990 وعاصفة الصحراء في يناير 1991، تم نشر أكثر من 180 طائرة و5400 فردًا في وحدات القوات الجوية الأمريكية في منطقة الخليج العربي. وبالتزامن مع ذلك، تم نشر أكثر من 100 طائرة إضافية و2600 فرد في تركيا من أجل قوة المهام المشتركة المثبتة، والتي تشكل الجناح 7440 (مؤقت). ما مجموعه 60,000 من أفراد القوات الجوية الأمريكية كانوا ملتزمين بالمجهود الحربي؛ ومع ذلك، أقل من 10000 تم نشرها بالفعل. تم نشر أكثر من نصف طائرات القيادة لدعم عاصفة الصحراء.

### أفغانستان والعراق
خلال الحرب في أفغانستان،  أقامت USAFE جسرًا جويًا من أوروبا إلى آسيا قام بتسليم 3300 طن من حصص الإعاشة اليومية الإنسانية إلى شمال أفغانستان، وفتحت قاعدة مانوس في قيرغيزستان، وأنشأت شبكة للإجلاء الطبي نقلت ما يقرب من 4000 مريض. قامت القوات الجوية الأمريكية بنشر 24 طائرة مقاتلة وثماني طائرات ركاب من طراز بوينغ كيه سي -135 ونحو 2400 شخص في حرب العراق. لقد فتحت مطارًا مهمًا في شمال العراق وقدمت الدعم الحاسم في طريقها لنشر القوات، ناهيك عن الدعم اللوجستي والطبي الحيوي للقوات المنتشرة في الأمام. دعمت القوات الجوية الأمريكية لاحقًا عملية الفجر الجديد وعملية العزم الصلب.
يشارك طيارو سلاح الجو الأمريكي اليوم في مجموعة واسعة من الجهود العسكرية الأمريكية النشطة في أوروبا وإفريقيا، بما في ذلك التدريبات والعمليات الواقعية للولايات المتحدة وحلف الناتو في أفغانستان والعراق والصومال.
في 20 أبريل 2012، تم دمج USAFAF مع USAFE لتصبح القوات الجوية للولايات المتحدة في أوروبا - القوات الجوية إفريقيا (USAFE-AFAFRICA). كان الاندماج نتيجة لتوقف سلاح الجو السابع عشر في قاعدة رامشتاين الجوية في أبريل 2012 كجزء من جهود توفير التكاليف في سلاح الجو. تولت القوات الجوية الأمريكية (USAFE) مهام الموظفين السابقين في سلاح الجو السابع عشر، بينما تولى سلاح الجو ومركز العمليات الجوية والفضائية رقم 603 التابع له مسؤولية العمليات الجوية العسكرية الأمريكية في إفريقيا (باستثناء مصر).

## الوحدات الحالية

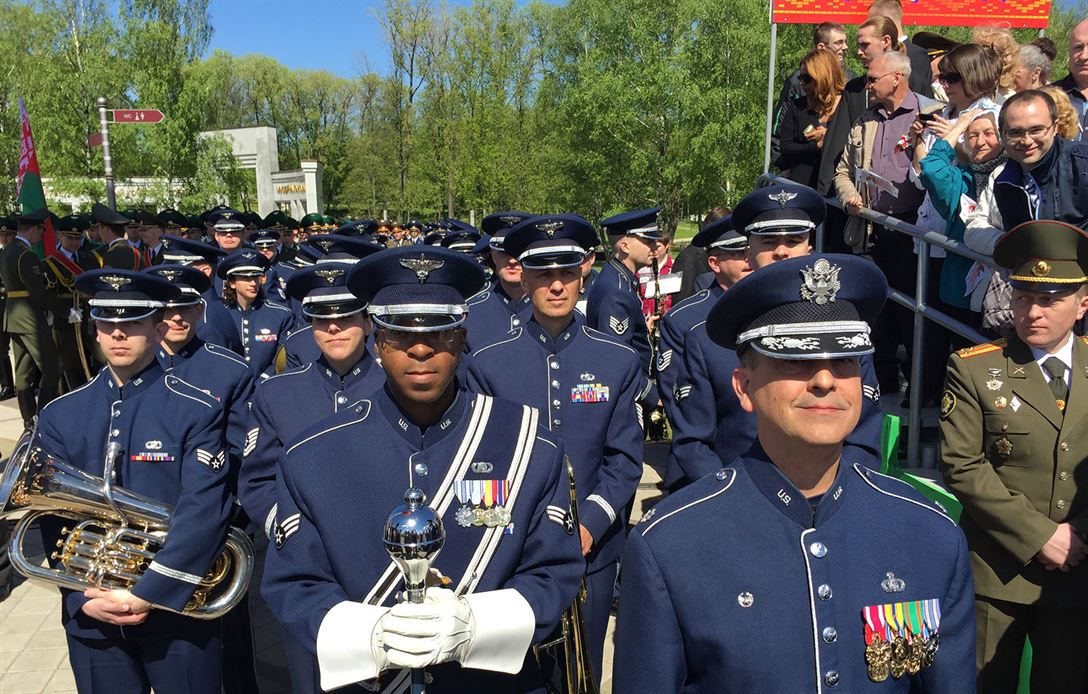
فرقة USAFE.